# Vaporetto
Il vaporetto (in veneziano vaporèto) è un'imbarcazione usata come mezzo di trasporto pubblico locale di linea nella città di Venezia, lungo i canali navigabili, che vengono sfruttati in mancanza di strade carrabili, data la particolare conformazione della città.

## Storia
Il primo vaporetto varato nella laguna di Venezia fu il "Regina Margherita", nell'anno 1881, dalla società Compagnie des bateaux Omnibus francese; con questo evento nacque il trasporto pubblico a Venezia.
Nel 1890 alla società francese subentra la SVL (Società Veneta Lagunare), poi ACNI (Azienda Comunale per la Navigazione Interna), quindi l'ACNIL (Azienda Comunale di Navigazione Interna Lagunare) ed infine l'ACTV (Azienda del Consorzio Trasporti Veneziano) dal 1978.
Attualmente la quasi totalità dei vaporetti veneziani appartiene alla società a capitale pubblico ACTV, che gestisce il trasporto pubblico della città, sia nella parte sulla terraferma che in quella lagunare. L'ampia flotta di mezzi navali ACTV, oltre ai vaporetti, comprende motoscafi, battelli foranei, motonavi e motozattere.

## Caratteristiche
Nonostante i vaporetti moderni siano tecnicamente dei motoscafi, in quanto spinti da motori a combustione interna (in genere diesel), sono chiamati con lo stesso nome usato di quando erano dei piroscafi, cioè viaggiavano a vapore.
Introdotti in città a fine Ottocento, i vaporetti si caratterizzano per essere imbarcazioni a ponte unico, aperti a prua, con plancia nel corpo centrale, in posizione lievemente o totalmente appruata.
I modelli più antichi presentavano una plancia rialzata per consentire di ricavare al disotto della stessa i locali macchine contenenti le caldaie e spesso in estate erano completamente aperti sia a prua che a poppa. I mezzi attualmente in circolazione presentano invece un'ampia cabina a poppavia della plancia, destinata ai passeggeri, oltre ad alcuni posti a sedere all'aperto a prua (sistemazione, quest'ultima, che è assente nei mezzi più moderni) e a volte anche a poppa.

### Innovazioni
Nell'ultimo decennio a Venezia sono state introdotte nuove unità, note come Serie 90, che generano un minor spostamento d'acqua. Tale sviluppo è stato necessario per limitare il moto ondoso che logora le fondazioni della città lagunare. L'unico difetto da imputare a tali mezzi è la minor stabilità rispetto alle unità di vecchia concezione. Sempre l'azienda veneziana ha in dotazione un'unità elettrica e fa parte di un consorzio, il WHALE, per lo sviluppo di unità navali ad idrogeno.
Nelle sistemazioni più moderne si è ricorsi spesso alla sostituzione dei timoni con la propulsione azimutale, con un aumento delle capacità evolutive dei mezzi, ma con una parallela riduzione della stabilità di rotta.

### Caratteristiche della Serie 90 di Actv
- Lunghezza fuori tutto: 23,93 m
- Lunghezza fra le perpendicolari: 20,90 m
- Larghezza fuori ossatura: 4,22 m
- Altezza di costruzione: 1,90 m
- Stazza lorda: 25 tonn
- Portata passeggeri: 210
- Postazioni disabili previste: 6
- Equipaggio: 2
- Propulsore: 1 Fiat-Aifo da 147 kW collegato a sistema azimutale "Schottel SRP 110"
- Costruttore: Cantieri De Poli Pellestrina Venezia
- Classe: Stella 100 A.1.1. in navigazione nazionale Speciale locale limitata alla laguna veneta
- Costo unità: 1.100 milioni di lire
- Anno di costruzione: 1999/2000

## Motonavi a Venezia
Le motonavi sono in servizio nella laguna veneta da oltre un secolo per i collegamenti pubblici tra Venezia e le isole maggiori della laguna nord, il Lido e il collegamento tra Pellestrina e Chioggia. Anche queste imbarcazioni fanno parte della flotta ACTV e la maggior parte è in grado di trasportare fino 1.000-1.200 persone mentre altre unità hanno una minor capacità, fino a 500 persone. Le unità portano i nomi delle isole della laguna, di alcune città storiche e, più recentemente, nomi di famosi vedutisti. Di seguito, un elenco parziale delle unità:
- Aquileia - serie 4LI - 1935 - Cantieri Breda di Porto Marghera
- Altino - serie 4LI - 1935 - Cantieri Breda di Porto Marghera
- Concordia - serie 4LI - 1935 - Cantieri Breda di Porto Marghera (radiata)
- Eraclea - serie 4LI - 1935 - Cantieri Breda di Porto Marghera
- Giudecca - 1961 - Cantieri CNOMV, Venezia (radiata)
- Murano - 1962 - Cantieri CNOMV, Venezia (radiata)
- Burano - 1973 - Cantieri Toffolo, Venezia
- Sant'Andrea - 1981 - Cantieri Castracani, Ancona
- Poveglia - 1983 - Cantieri Morini, Ancona
- Torcello - 1983 - Cantieri Morini, Ancona
- Clodia - 1988 - Cantieri Duò, Adria - in prestito a Taranto
- Adria - 1988 - Cantieri Duò, Adria - in prestito a Taranto
- Sandra Z. - 1999 - Cantiere Smeb, Messina

Due Motonavi gemelle, Lido II e Rialto II, che da molti anni sono state radiate, fino a poco tempo fa erano visibili a terra, in un cantiere di Chioggia.
Quattro delle motonavi tuttora in servizio fanno parte di una serie 4LI di imbarcazioni gemelle, introdotte nel 1935, che durante la guerra non ebbero una buona sorte: la motonave Altino venne ritrovata, affondata, nel porto di Marsiglia; la motonave Aquileia, anch'essa affondata, venne recuperata a Livorno. La terza della serie è la Concordia, la quarta l'Eraclea, trasformata negli anni 60 da propulsione monoelica a bielica e utilizzata per un breve periodo e solo d'estate nel collegamento via mare Venezia - Punta Sabbioni. 
Clodia e Adria sono attualmente distaccate all'Azienda di trasporto di Taranto e utilizzate all'interno del Mar Piccolo e del Mar Grande. 
La più recente, del 1999, è la Sandra Z. (Sandra Zennaro, dal nome del primo Capitano di sesso femminile, prematuramente scomparso), dotata di un nuovo sistema propulsivo azimutale e priva quindi di timoni: non ha goduto di particolare fortuna nei primi anni di attività, a causa di numerosi inconvenienti tecnici che si sono susseguiti, coinvolgendola anche in alcuni incidenti. In considerazione dei costi di esercizio e della manutenzione necessaria, l'azienda ha indetto una gara d'appalto per la costruzione di nuovi motobattelli foranei con elevata capacità di carico (più di 400 persone), i quali andranno a sostituire progressivamente le motonavi attualmente in servizio.

### Caratteristiche della Sandra Z.
- Lunghezza fuori tutto: 40,05 m
- Lunghezza fra le perpendicolari: 37,80 m
- Larghezza fuori ossatura: 7,50 m
- Altezza di costruzione: 2,87 m
- Dislocamento: 290 tonn pieno carico
- Immersione: 2,60 m
- Portata passeggeri: 1.200
- Postazioni disabili: 1 wc dedicato
- Equipaggio: 5
- Propulsori: 2 Aifo 8391 M da 309 kW, collegati a 2 propulsori Schottel SRP 170, comandati sia con sistema manuale (in alette di plancia) o computerizzato (Master Pilot) dalla plancia centrale; impianto di propulsione dotato di notazione di classe IAQ1
- Locali passeggeri ed equipaggio: condizionati estate/inverno
- Costruttore: Cantieri Smeb Messina
- Classe: Stella 100 A.1.1. in navigazione nazionale Speciale locale limitata alla laguna veneta
- Costo: 5.024 milioni di lire
- Anno di costruzione: 1999/2000

## Fuori da Venezia
Nei primi del 1900 esisteva una linea di vaporetti, sempre gestita dalla SVL (Società Veneta Lagunare), che collegava Portogruaro a Caorle con fermata intermedia a Concordia Sagittaria, lungo il corso del fiume Lemene, poi sostituita da servizi su gomma.
Si chiama vaporetto anche la navetta fluviale, inaugurata nel 2012, che collega il centro storico di Lione con il quartiere Confluence, navigando sulla Saona. Il modello del natante è dichiaratamente ispirato alle omonime imbarcazioni veneziane.
A Genova ed in tutta la Liguria esistono battelli turistici che effettuano gite e servizio di linea lungo la costa, che a volte vengono chiamati vaporetti.

## Galleria d'immagini

### Vaporetti della flotta Actv

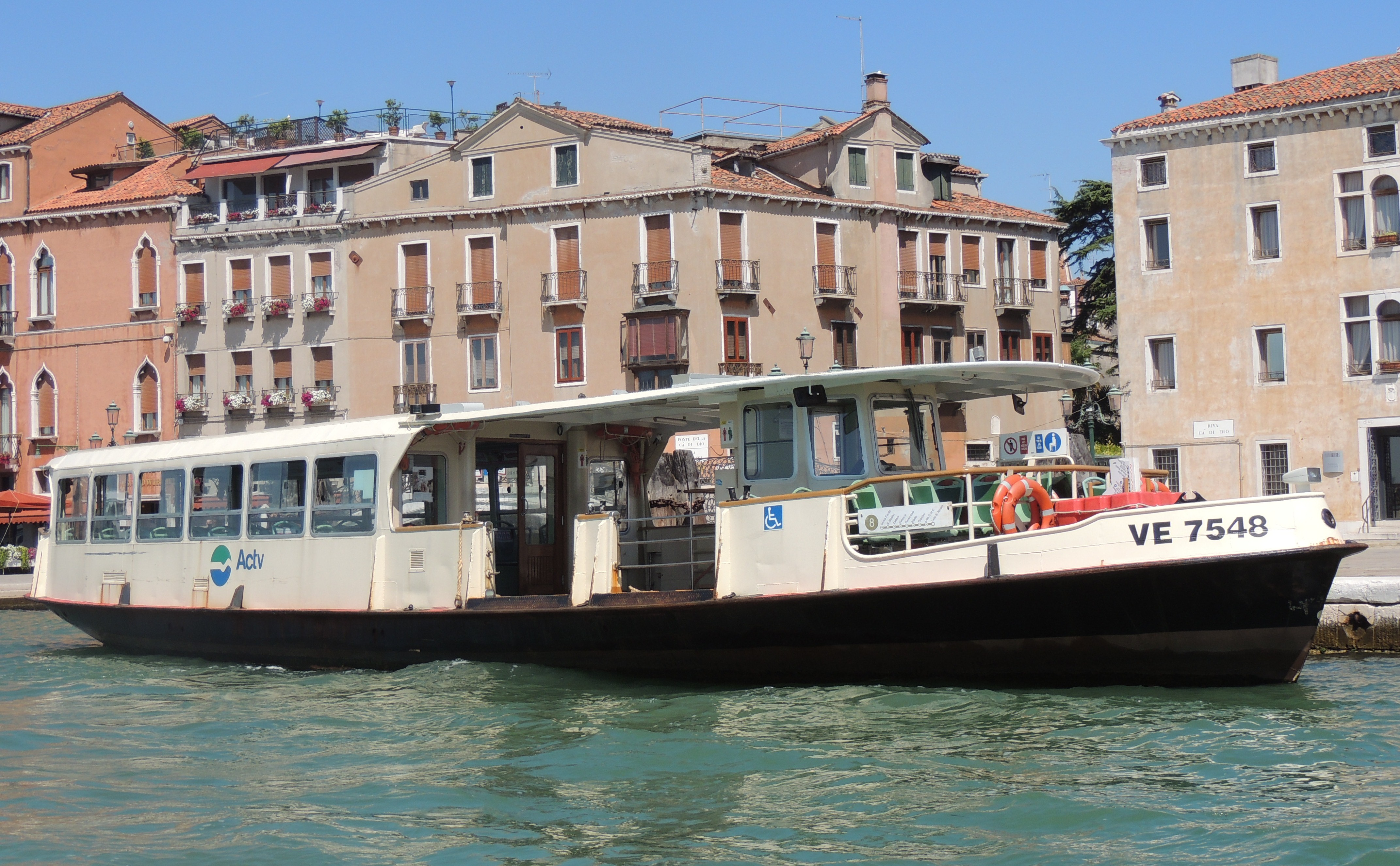
Vaporetto in Canal Grande
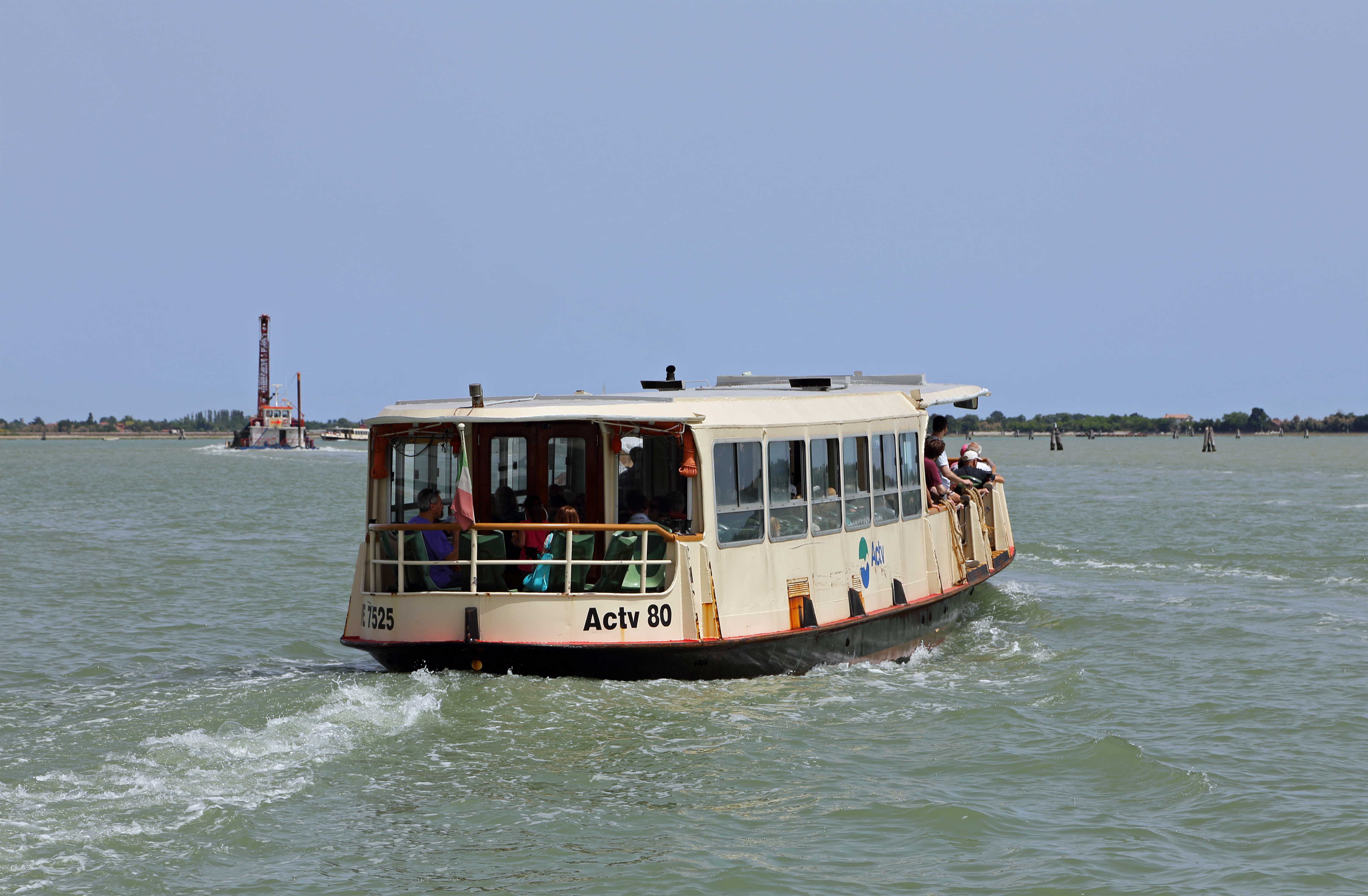
Vaporetto
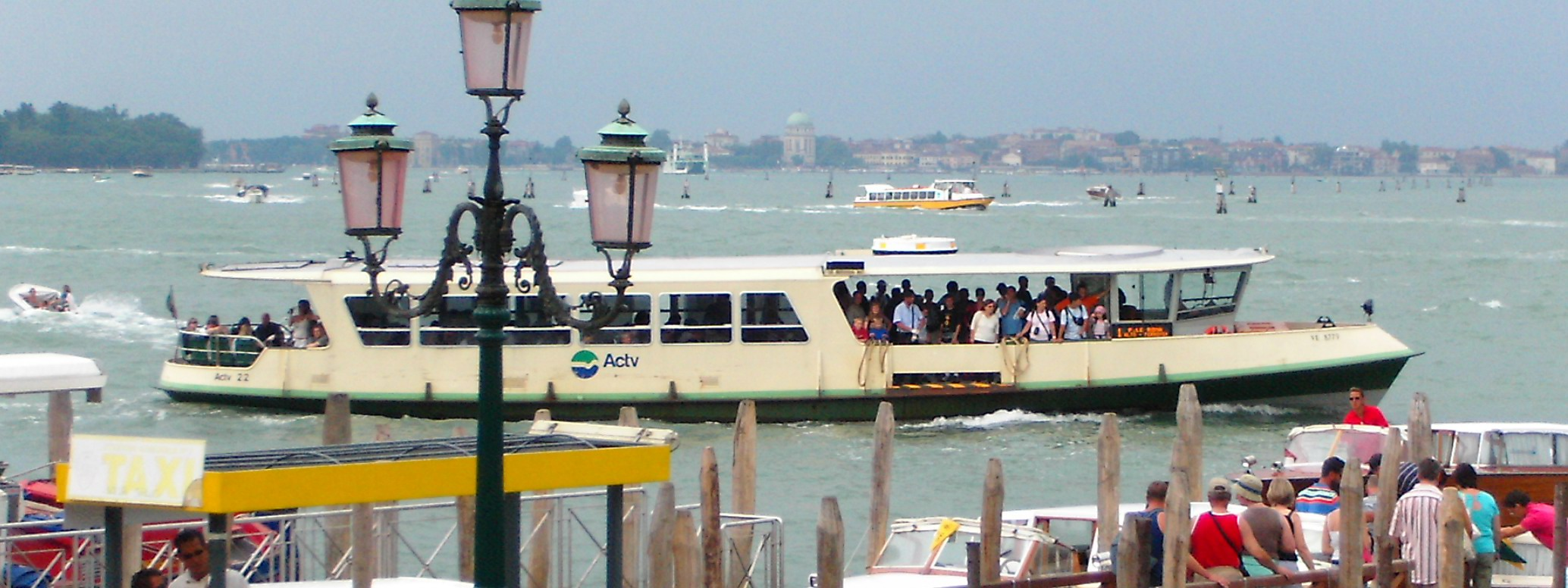
Vaporetto Serie 90 in Bacino San Marco
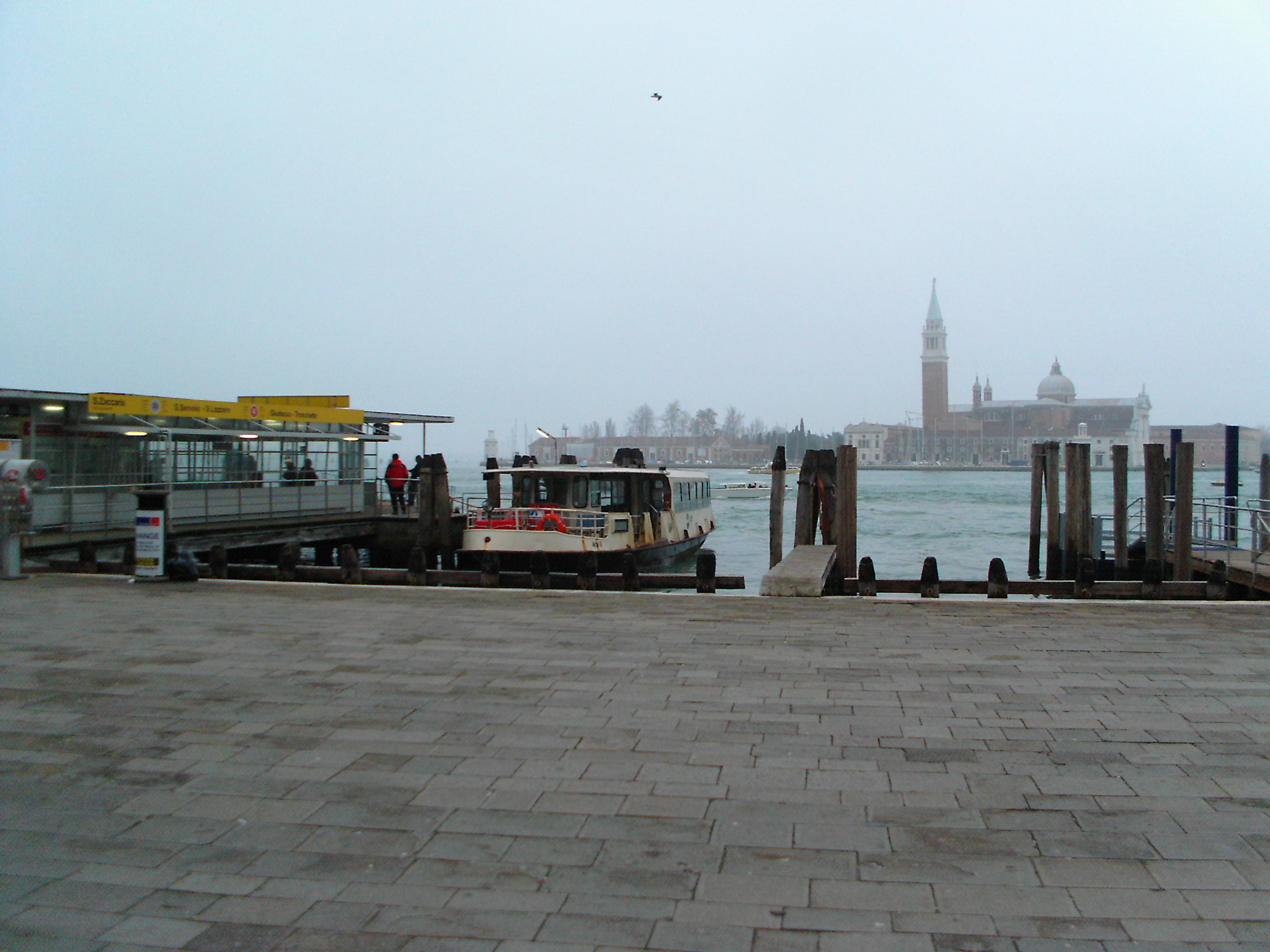
Vaporetto attraccato a San Zaccaria
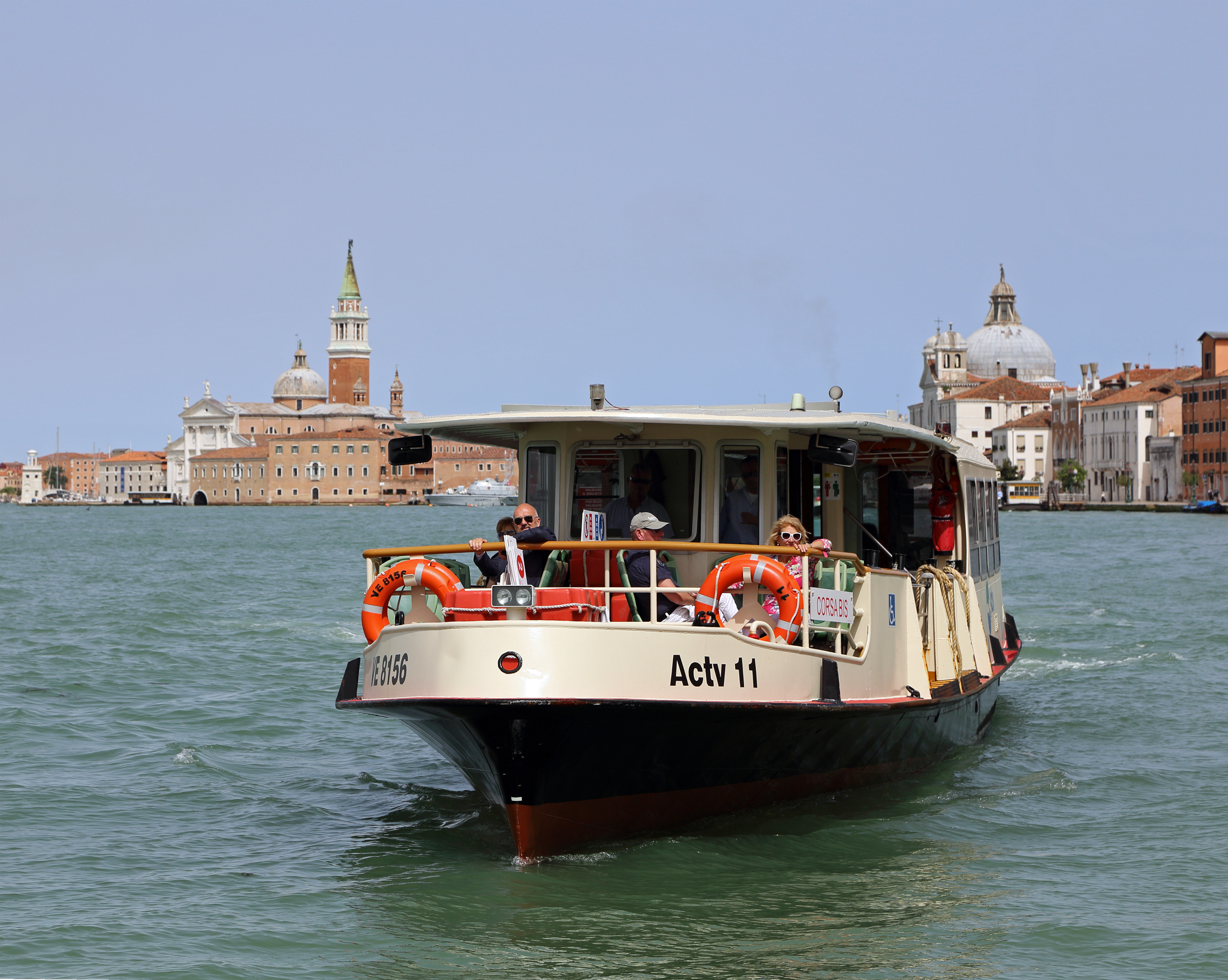
Vaporetto
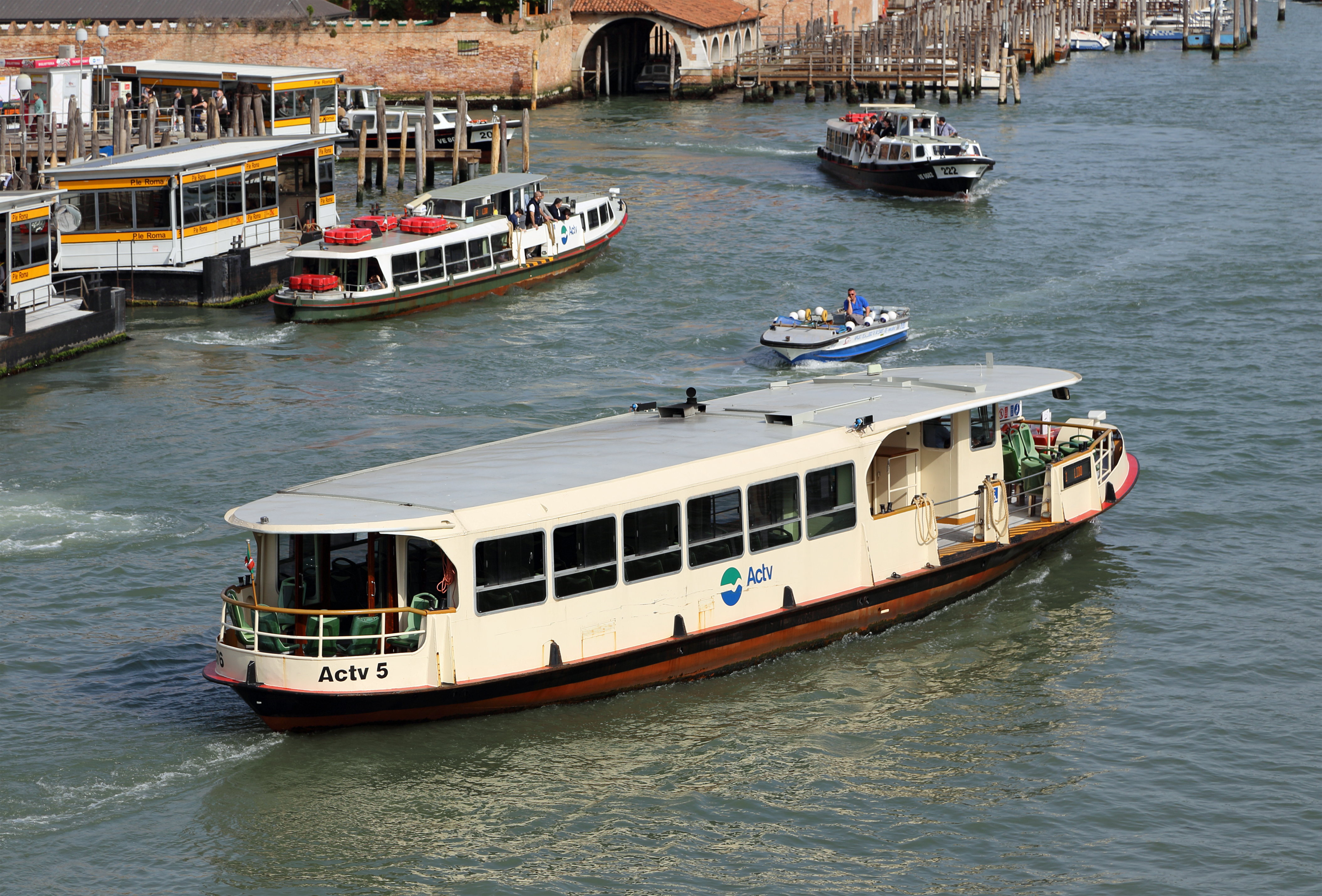
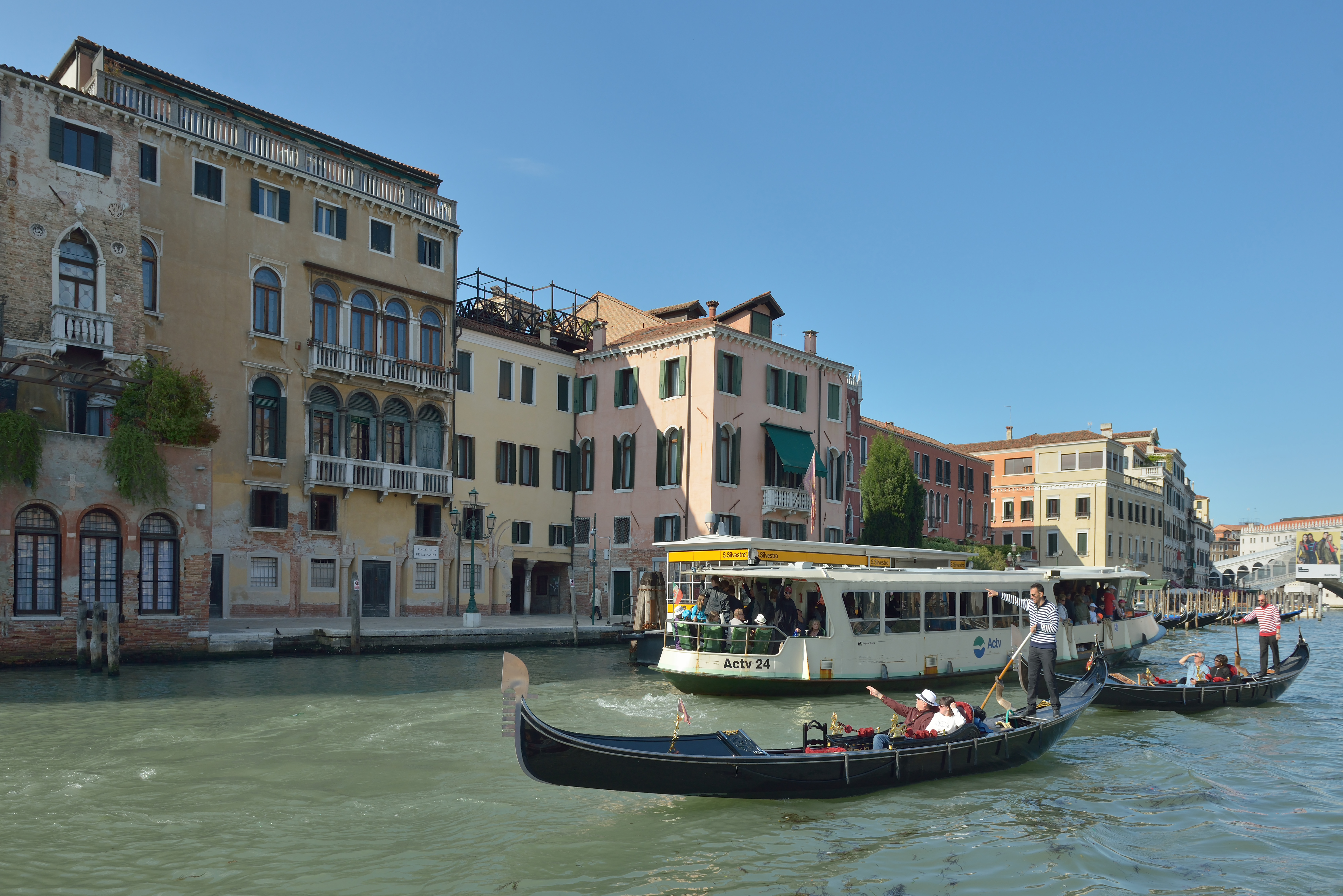
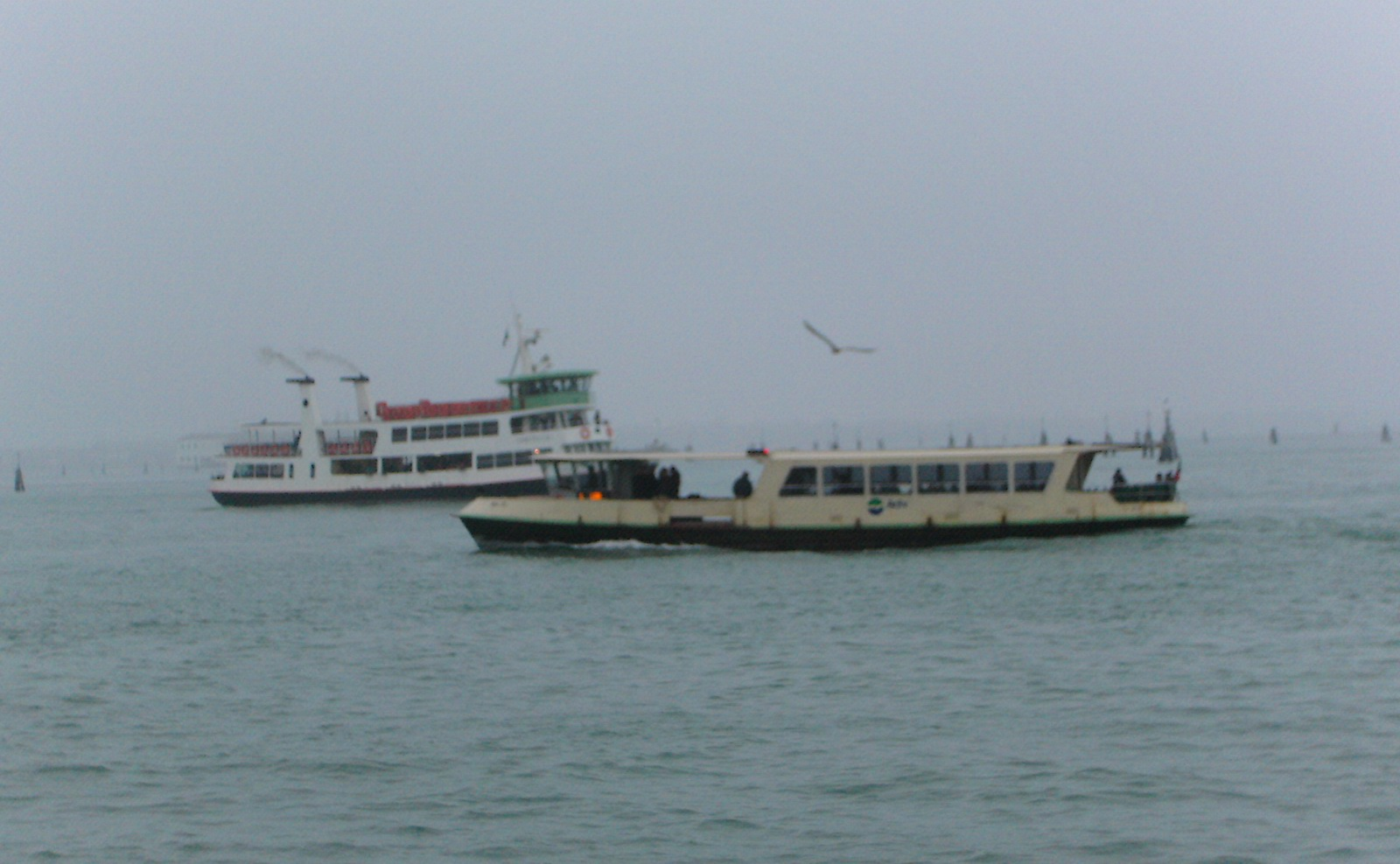
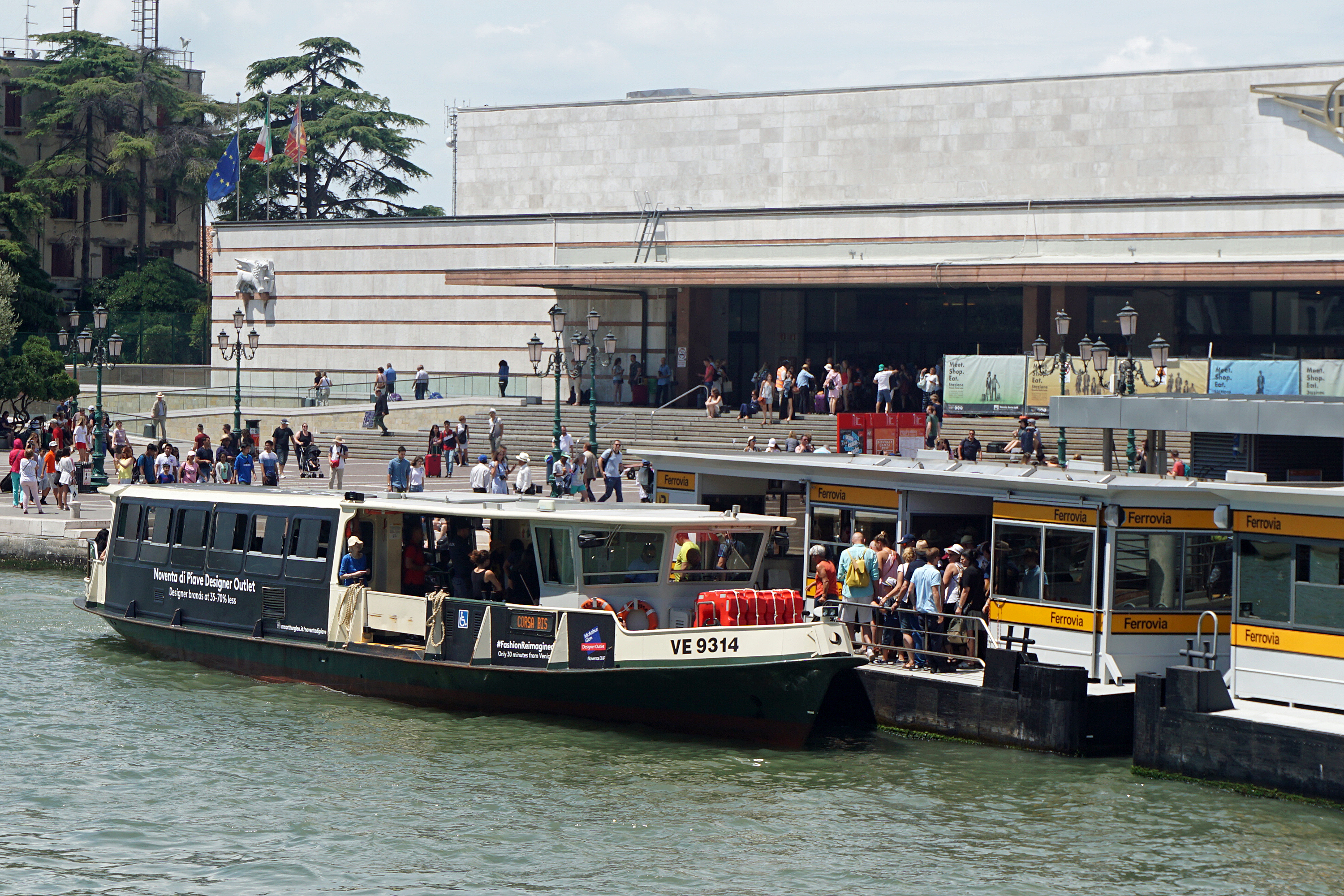
Vaporetto in sosta nei pressi della stazione di Venezia Santa Lucia
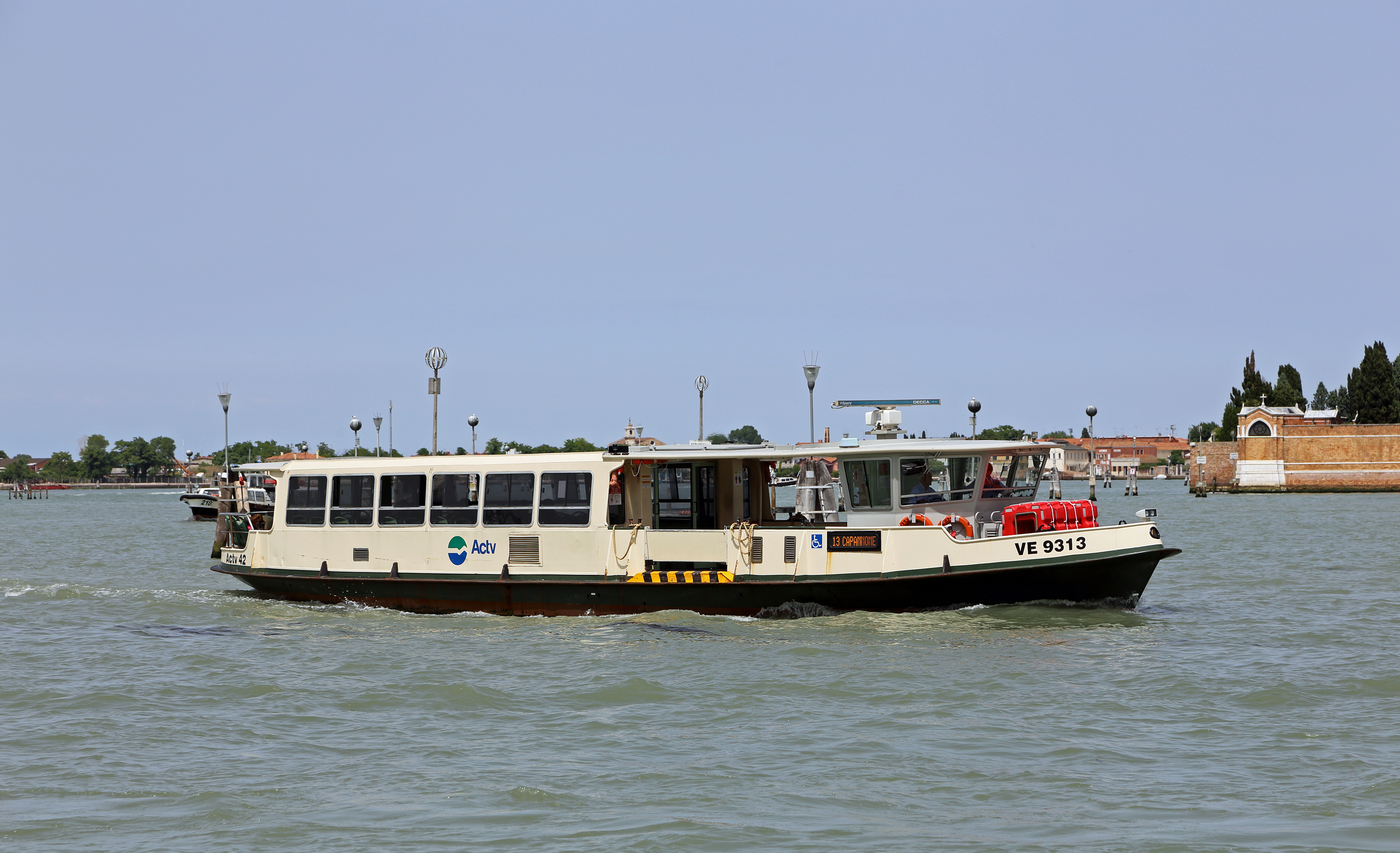
Vaporetto del nuovo tipo a basso moto ondoso tra le Fondamente Nove e il Cimitero

### M/N della flotta Actv

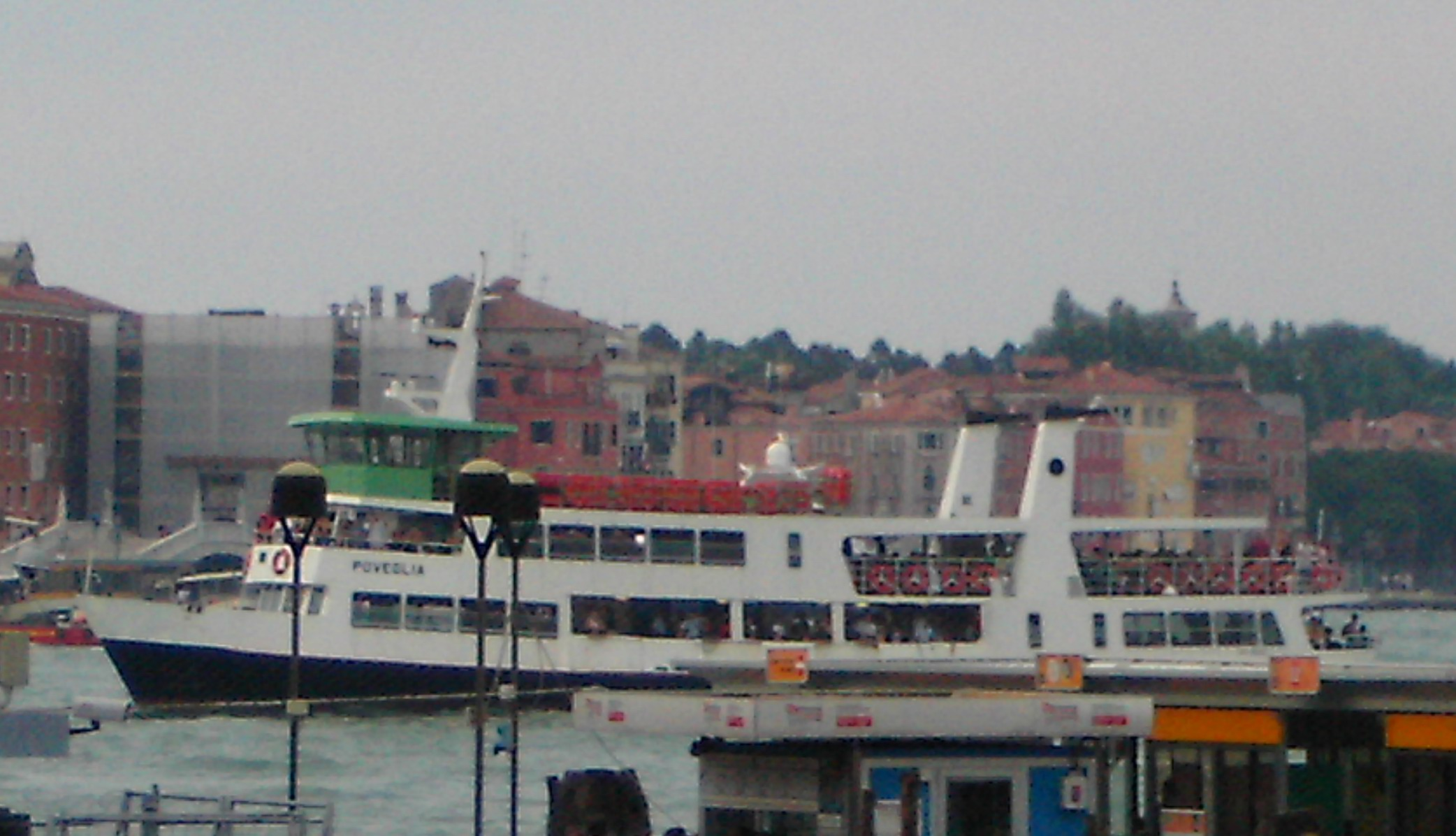
Motonave Poveglia in Bacino San Marco
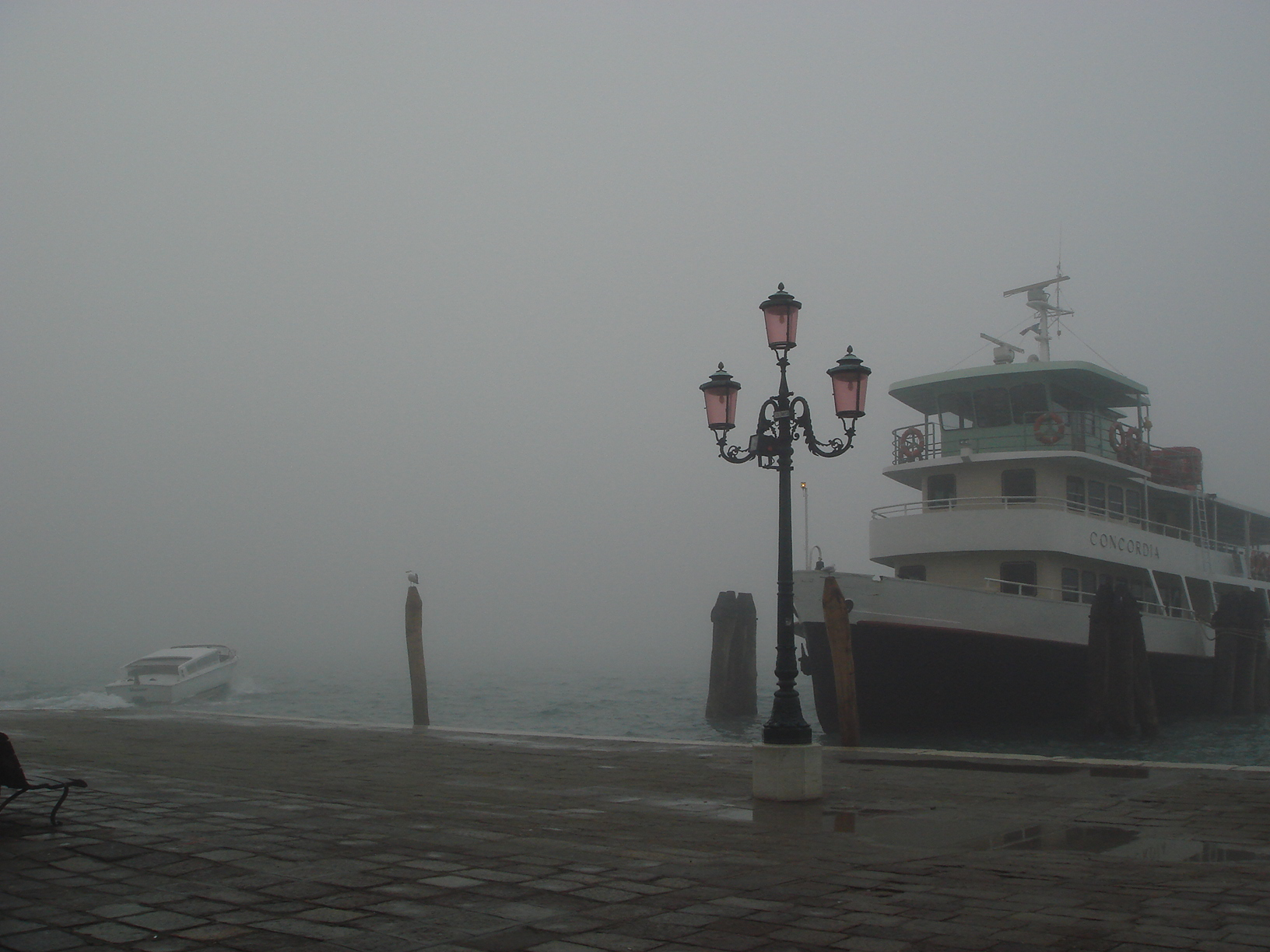
Motonave Concordia nella nebbia
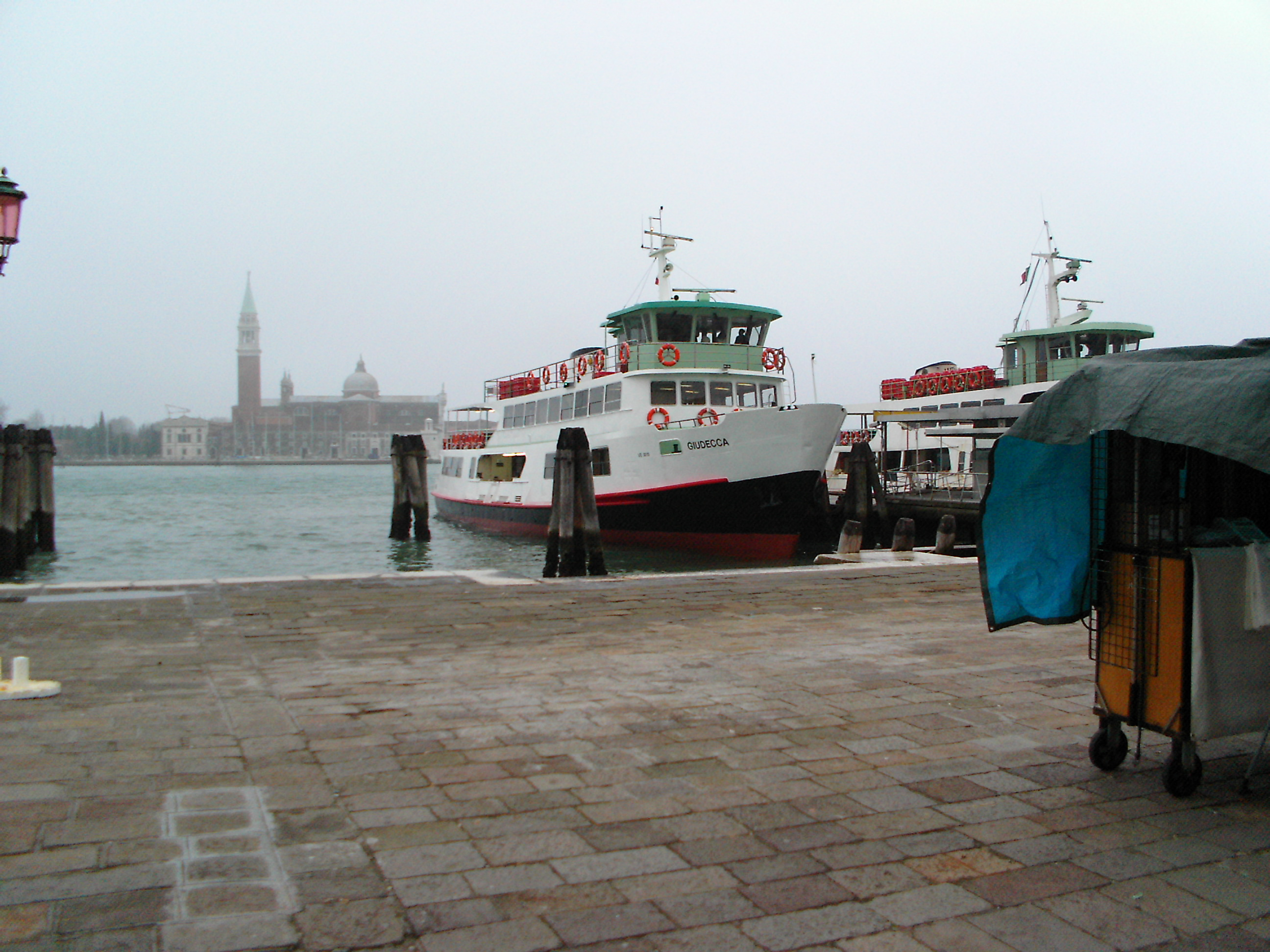
Motonave Giudecca a San Zaccaria
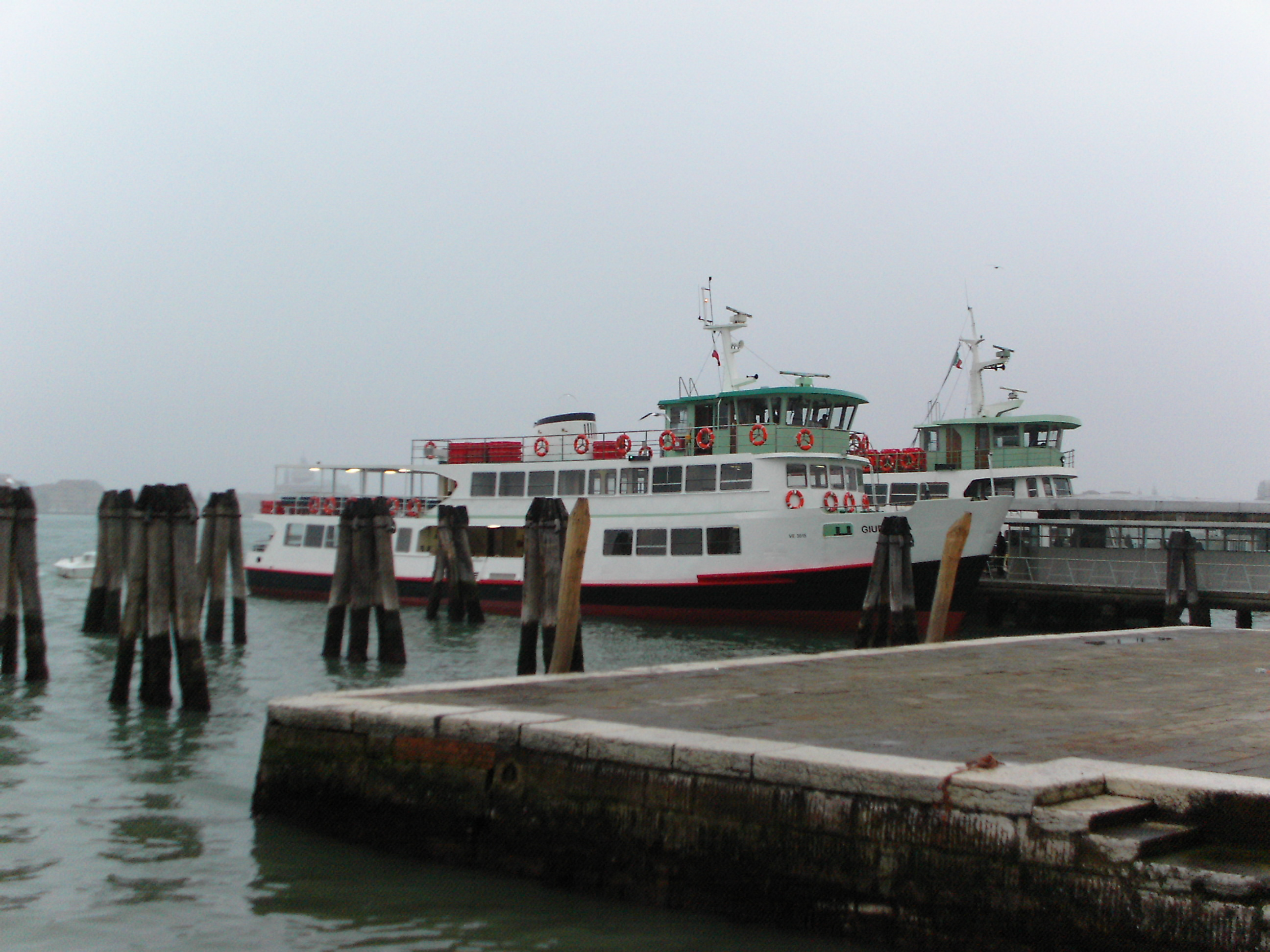
Motonave Giudecca a San Zaccaria
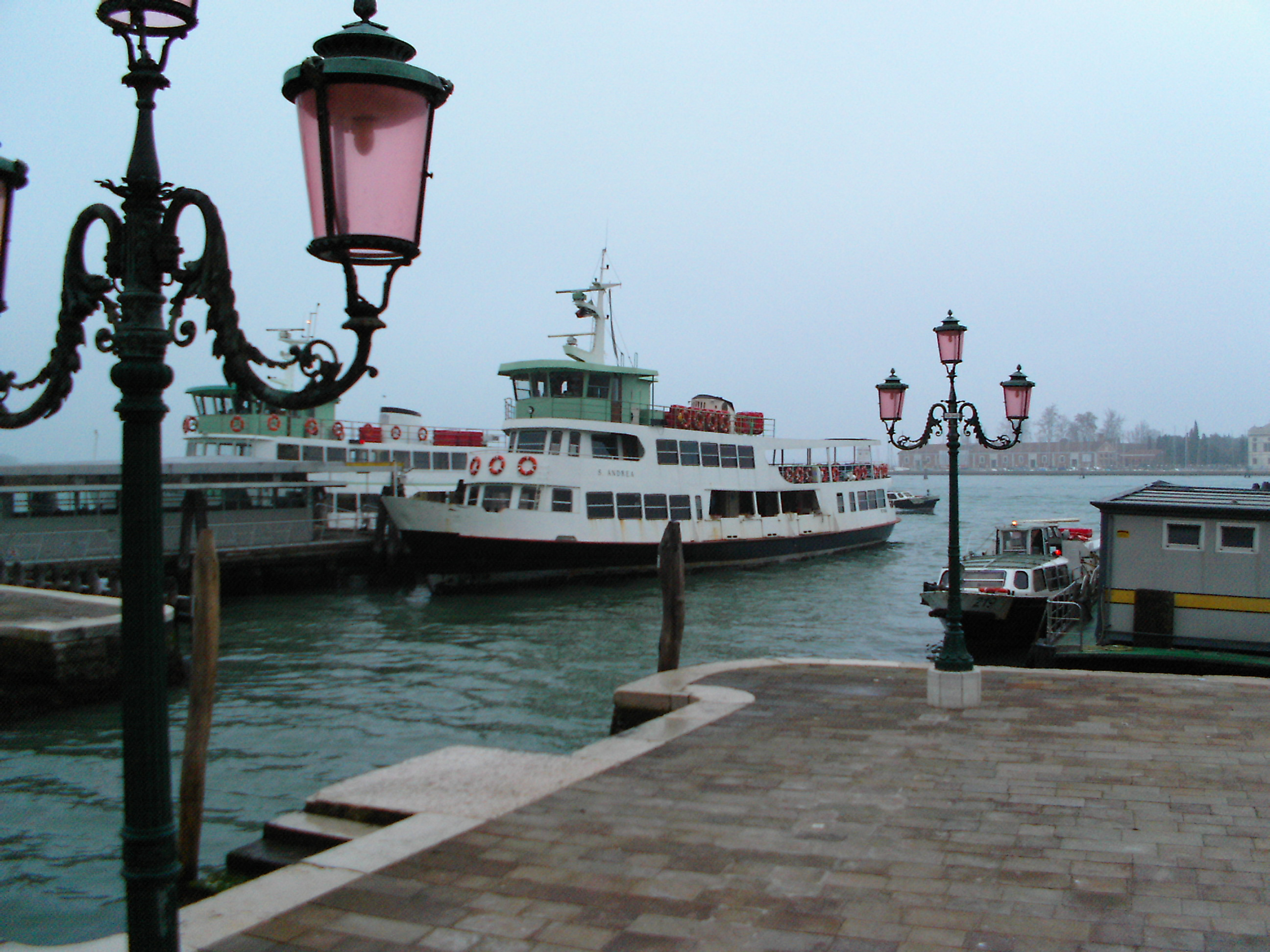
Motonave S.Andrea a San Zaccaria
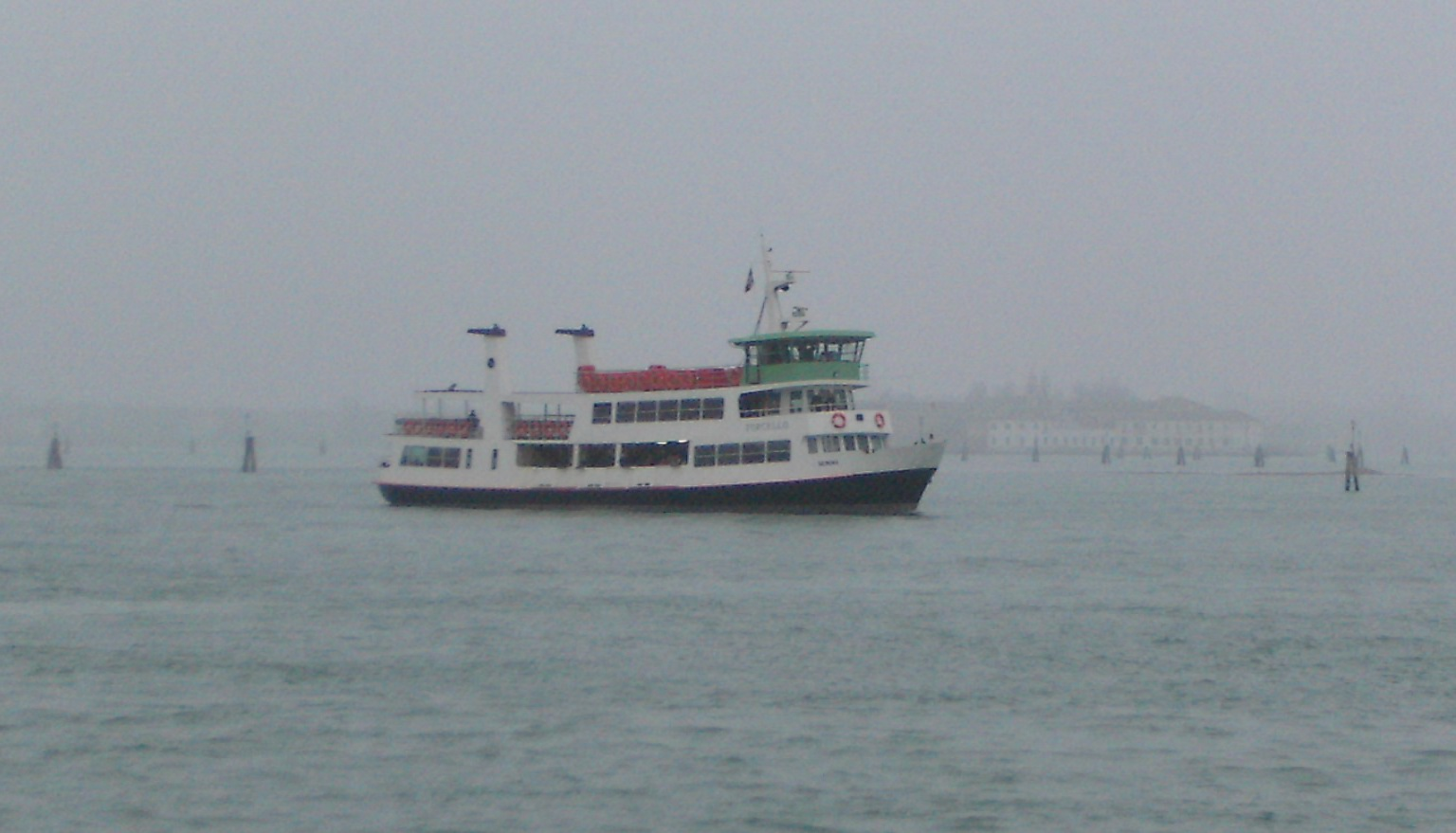
Motonave Torcello in bacino San Marco
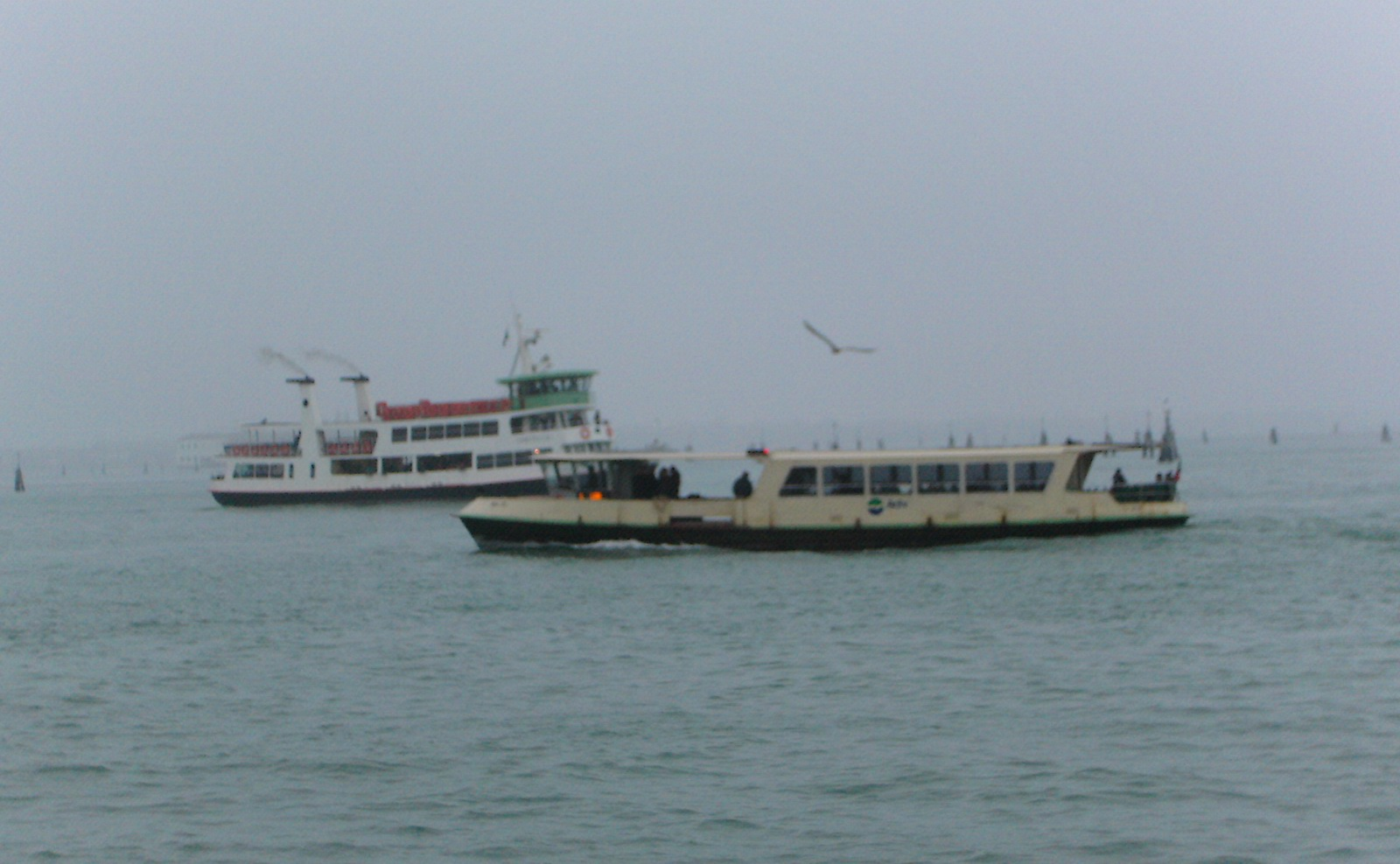
Motonave Torcello in bacino San Marco incrociata da un vaporetto